# Ormosia tahoensis
Ormosia tahoensis är en tvåvingeart som beskrevs av Alexander 1950. Ormosia tahoensis ingår i släktet Ormosia och familjen småharkrankar. Inga underarter finns listade i Catalogue of Life.